# Juan Rodríguez de Cuenca
Juan Rodríguez de Cuenca fue un historiador español del siglo XIV-XV.

## Biografía
Se conoce poco sobre su vida, solamente lo que se deduce de su obra única, el Sumario de los reyes de España, que le atribuye el marqués de Mondéjar en sus Memorias de don Alfonso el Sabio. Acaso por su apellido, era natural de Cuenca. Sirvió a Enrique III y fue despensero mayor de la reina doña Leonor, mujer de Juan I de Castilla; compuso su obra a fines del siglo XIV. Eugenio de Llaguno Amirola editó la obra en 1781. Entre sus fuentes destacan las refundiciones alfonsinas, en especial una que utilizaba la Crónica de 1344. Empieza con el hecho de don Pelayo en Covadonga y termina con el rey Enrique III el Doliente, de quien sólo hace un breve elogio. Las noticias son en general ligeras, salvo en los reyes que estima particularmente, como son Fruela, Alfonso el Casto y Ramiro I entre los reyes de Asturias, y Fernando el Mayor, Sancho el Fuerte, Alfonso VII y Fernando III el Santo entre los castellanos, despojando de su importancia actual a monarcas como Alfonso X, Sancho IV y Alfonso XI, sin duda porque en sus corónicas especiales "estaban contados por menudo los grandes fechos e cosas quellos fezieron". Pese a su mortificante brevedad, no deja de incluir materiales nuevos, como el razonamiento que hizo Ramiro I en la última hora a su hijo Ordoño I, pasaje en que brilla el espíritu didáctico que animaba a las letras castellanas; la querella de Fernando el Mayor contra el Pontífice y el Emperador, que intentaba someter a tributo el nuevo reino de Castilla, punto en que se reflejan con notable energía las creencias populares y las tradiciones consignadas en los poemas o cantares del Cid; la partición del reino por el mismo soberano, hecha a instancias y por mandato de San Isidoro, quien se le aparece en sueños; el asesinato de don Sancho ante los muros de Zamora, pintado ya con el colorido de los romances; el juicio, fallo y escarmiento hecho por Alfonso VII en la persona de un infanzón gallego que había vejado a un labrador, rasgo característico del poder de los monarcas de Castilla en toda la Edad Media y otros acaecimientos de igual naturaleza, más o menos confirmados por los cronistas e historiadores. Según José Amador de los Ríos,

El lenguaje es generalmente sencillo, pero aun cuando despojado de ociosos adornos, carece del nervio y brillo que caracteriza a la mayor parte de los cronistas de reinados particulares o la severidad que imprime su coetáneo Ayala a la narración, inclinándose con harta frecuencia más al panegírico que al juicio histórico.

## Obras
- Sumario de los reyes de España por el despensero mayor de la reina Doña Leonor mujer del rey Don Juan el Primero de Castilla, con las alteraciones y adiciones que posteriormente le hizo un anónimo Valencia: [Imp. Anubar], 1971; edición facsímil de la versión de Llaguno.